# Chinchilla (MacDonald)
Pour les articles homonymes, voir Chinchilla (homonymie).
Chinchilla est une pièce de théâtre écrite par le dramaturge britannique Robert David MacDonald en 1977.

## Argument
Une étude de personnalités au sein de la troupe des Ballets russes de Diaghilev.